# Libro audio (album)
Libro audio è il quinto album in studio del gruppo piemontese Uochi Toki, prodotto, registrato e mixato durante il mese di agosto 2008 nel Fiscerprais Studio di Pontecurone e pubblicato nel febbraio 2009 da La Tempesta dischi.

## Il disco
60 minuti
36 personaggi»
(Slogan pubblicitario)
Il titolo Libro audio è stato scelto perché l'album è, nelle intenzioni del gruppo, una raccolta di 12 racconti messi in musica. Ciascun racconto descrive uno o più personaggi, che possono essere ispirati ad esperienze di vita dei loro amici (o nel caso di Il Ballerino all'esperienza di Napo stesso), a personaggi realmente esistiti (I mangiatori di patate, ispirata all'omonimo quadro di Van Gogh, o Il nonno, Il bisnonno in cui si narrano le vicende degli avi di Napo), o a personaggi immaginari calati in contesti reali (Lo spadaccino, Il necromante, La bestia).
Il disco è diviso in due parti in maniera chiastica: nelle prime sei tracce i personaggi sono reali, mentre nelle ultime sei si tratta di personaggi immaginari che si distaccano man mano dalla verosimiglianza. Questa struttura è rispecchiata anche dalle basi sonore scelte da Rico, che al riguardo ha dichiarato:
(Rico)

## La copertina
L'artwork della copertina è curato da Napo, sotto lo pseudonimo di LapisNiger, che è stato aiutato nel layout da Alessandro Baronciani. Le fotografie all'interno sono di Chiara Balza.

## Lista tracce
1. Il Cinico
2. I Mangiatori Di Patate
3. Il Nonno, Il Bisnonno
4. Il Ballerino
5. Il Non Illuminato
6. L'Osservatore, l'osservatore1
7. Il Ladro
8. Il Piromane
9. Il Claustrofilo
10. Lo Spadaccino
11. Il Necromante
12. La Bestia